# 戈林欽齊
48°40′18″N 28°23′37″E / 48.67167°N 28.39361°E
戈林欽齊（烏克蘭語：Голинчинці），是烏克蘭的村落，位於該國西南部文尼察州，由日梅林卡區負責管轄，始建於1775年，面積27.4平方公里，海拔高度274米，2001年人口1,070。